# 4·19 운동
4·19 운동(스페인어: Movimiento 19 de Abril; M-19)은 콜롬비아의 좌익 유격대였다. 해산 이후 M-19 민주동맹이라는 정당으로 전환되었다.
1970년 부정선거 때 군사독재자 구스타보 로하스 피니야의 정당인 국민대중연합(ANAPO)선거 승리를 부정하면서 탄생했다.
M-19는 좌익 국민주의 조직으로, 콜롬비아의 민주화를 목적으로 활동했다. 남미의 다른 도시유격대들(우루과이의 투파마로스, 아르헨티나의 몬토네로스 등)에게서 많은 영향을 받았다.
1985년 중순 유격대원 수는 1,500-2,000 명이었다. 활동 당시 M-19는 콜롬비아 무장혁명군(FARC)에 이어 두 번째로 큰 좌익 유격대였다.

## 같이 보기
- 콜롬비아의 역사